# Finn film a XXI. században
A mai finn filmművészet és filmipar szilárd alapokon nyugszik. A kilencvenes évektől a hazai filmek nézettsége tartósan 15-25%,(összehasonlításképpen: Magyarországon az utóbbi években 5%-ra esett vissza) és egyre több sikert érnek el a fesztiválokon is.
Aki Kaurismäki filmje, a Mies vailla menneisyyttä (A múlt nélküli ember, 2002) óriási nemzetközi siker volt, fesztiváldíjat kapott Cannes-ban és Oscar-díjra jelölték. A Melancholian kolme huonetta (A melankólia három szobája, 2004), Pirjo Honkasalo csecsenföldi gyermekekről szóló dokumentumfilmje több mint 20 fesztiváldíjat nyert. A legújabb felfedezett Klaus Härö, aki a Näkymätön Elina (Elina, 2002) című filmmel debütált, és megnyerte az Ezüst Medvét a Berlini Filmfesztiválon. Az előbbi felsorolás azt is mutatja, hogy a finn filmművészetben több stílus és műfaj is képviselteti magát. A fesztiválokon való eredményes részvételnek köszönhetően a producerek felfigyeltek a finn filmgyártásra – így további fellendülésre számíthatunk.

## Új műfajok megjelenése
A nemzetközi filmgyártásban régebbi műfajokhoz és stílusokhoz nyúlnak vissza. Finnország alkalmazkodik ezekhez a trendekhez, és a jellegzetes, hazai témákat olyan módon dolgozza fel, hogy azokat külföldön is nagy érdeklődés övezi.
Az egyik új terület az animáció. Riina Hyytiä merész vállalkozása az egész estés mesefilm, a Keisarin salaisuus (The Emperor's Secret, 2006), melynek előzménye egy 3D-animációs tv-sorozat, mégpedig politikai szatíra. Ezt követte Pekka Lehtosaaritól a Röllin sydän (A Quest For A Heart, 2007) és a Lentäjän poika (Way To The Stars, 2007) mely Kari Juusonen és Michael Hegner alkotása. Az előbbi témája a manók és az erdő világa, az utóbbi egy rénszarvasról szól, melyek mind jellegzetes finn mesehősök, a produkciókban mégis jelentős külföldi tőke van.
A 2000-s évek másik irányzata a régi műfaji filmek felelevenítése. A jellegzetes stílusjegyekkel operáló film noir, spagettiwestern vagy kungfufilm újra divatba jött.  A. J. Annila  2006-os wuxiája, a Jadesoturi(Jade warrior) a Kalevala mondakörét elegyíti a kínai mitológiával. A film forgalmazási jogát még elkészülte előtt több ország megvásárolta, eljutott Kínába is, ahol több mint félmillióan voltak rá kíváncsiak.
A filmforgalmazás új felületeként jelent meg az Internet, ahol a rövidfilmek mellett a független filmesek nagyobb lélegzetű alkotásai is megjelenhetnek. A Star Treket parodizáló Star Wreck — In the Pirkinning (2006), c. filmet Samuli Torssonen és Timo Vuorensola forgatta egy baráti társasággal egy kétszobás lakásban, minimális költségvetésből. A film utómunkálataiban – a  CGI-animációktól a filmzenéig – több száz amatőr és fiatal filmes segédkezett. A Star Wrecket olyan mennyiségben töltötték le az internetről, hogy ezután piacra dobták DVD-n, és több tévétársaság is megvásárolta a forgalmazási jogot.
A finn dokumentumfilmek a 90-es évektől könyvelhetnek el sikereket. A szubjektív, intim témák családokról, párokról szólnak; valamint érzékenyen mesélnek a Baltikum és Oroszország történéseiről is. Külföldi forgalmazók is érdeklődnek a finn dokumentumfilmek iránt.

## A filmtársaságok erősödése
A népszerű filmek mögött nemcsak tehetséges alkotók és lelkes stáb, hanem a nézők igényeit követő producerek és forgalmazók is állnak.
A Markus Selin vezette Solar Films produkciói az elmúlt években  nagy sikert arattak. Aleksi Mäkelä  több filmjének nézettsége, – például a  Matti (Matti – Hősök pokla), mely egy többszörös világbajnok és olimpiai bajnok síugróról szól – rekordot döntött. Aku Louhimies művei – a Paha maa és a Valkoinen kaupunki – a mai, modern Finnországban játszódó filmdrámák. Aki Kaurismäki elismert filmművészként filmgyártó vállalatot is működtet, a Sputnikot.

## Új alkotók és hagyományos művek
A fiatal filmesek hagyományos, jól bevált műfajokat újszerű témákkal ötvözik. Az alkotók érzékenyek a modern élet jelenségeire, a felnövő újgazdag nemzedék, (Johanna Vuoksenmaa, Nousukausi (Upswing, 2003),  a család fontosságának felismerése,(Juha Koiranen Rock'n'roll Never Dies (2007), és zaklatott életű fiatalok története (Petri Kotwica:Koti-ikävä (Honvágy, 2005) elevenedik meg a vásznon. Társadalmi és politikai kérdéseket is feszeget Aleksi Salmenperä, akinek második filmje, a Miehen työ (Férfimunka, 2007) egy munkáját elveszítő férfiról szól, aki prostitúcióval keresi meg a kenyeret családja számára. Igazi fekete komédia korunk visszásságairól.
És hogy mi történik a fiatalokkal ebben a világban? Perttu Leppä vígjátékának címe Helmiä ja sikoja (Gyöngyöt a disznók elé, 2003),hősei gyereksztárok, s bár magukra hagyva sodródnak az életben, a film végére kiderül, hogy mindig van kire számítani. Összetettebb képet fest Auli Mantila rendezőnő harmadik nagyjátékfilmjében.(Ystäväni Henry, My Friend Henry, 2004). A magukra hagyott gyerekek a túlélésért küzdenek, de a képzelőerő nem mindig elegendő.

## Állami támogatás és sztárkultusz
A filmsikerek hatására az ország vezetősége is átértékelte a filmek szerepét, mely nem csupán szórakozási lehetőség, hanem kulturális termék is. Az állami támogatás nagymértékben növekedett, de még így is elmarad a skandináv országokétól. A tévétársaságok már előre megvásárolják a forgalmazási jogot, és megnőtt a koprodukciók száma is. A befektetett tőke mellett a külföldi filmgyártók is szívesen foglalkoztatnak finn filmeseket-a kamera mindkét oldalán. A jól képzett szakemberek mellett több filmsztár debütált francia, amerikai filmekben, mint például Minna Haapkylä vagy Maria Heiskanen.